# Barszcz ukraiński

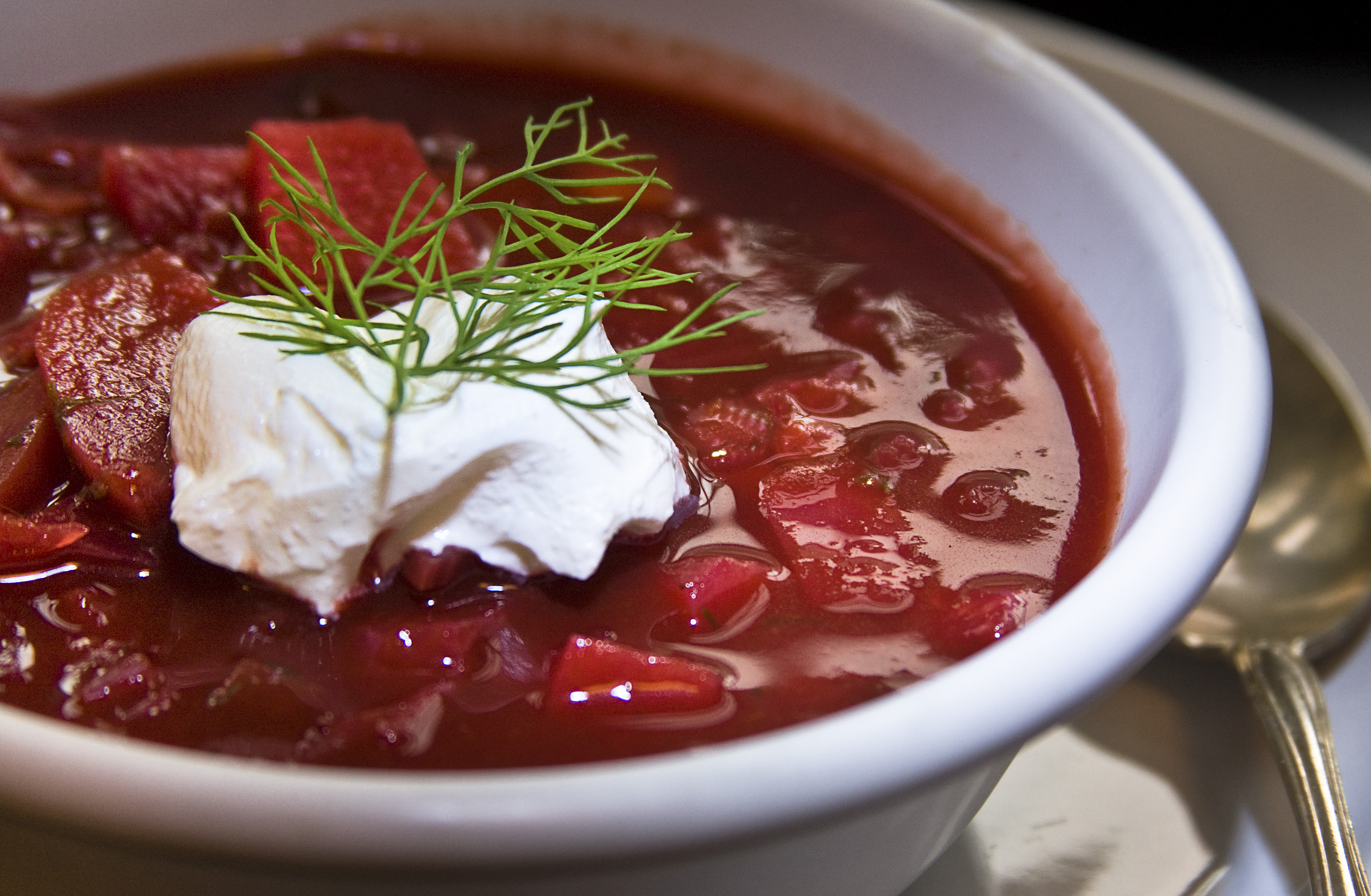
Barszcz ukraiński

Barszcz ukraiński – zupa gotowana na bulionie, w której skład wchodzą buraki, kapusta świeża oraz ziemniaki, marchew, korzeń pietruszki, czosnek, koncentrat pomidorowy, słodka papryka.

## Przykładowy przepis
Dla przygotowania 1 kilograma barszczu ukraińskiego potrzebne są:
- Buraki – 120 g
- Kapusta świeża – 80 g
- Ziemniaki – 160 g
- Marchew – 40 g
- Pietruszka (korzeń) – 18 g
- Cebula – 30 g
- Czosnek – 3 g
- Przecier pomidorowy – 30 g
- Mąka pszenna – 6 g
- Smalec – 10 g
- Tłuszcz kulinarny lub margaryna – 20 g
- Cukier – 10 g
- Ocet 3% – 10 g
- Papryka słodka – 20 g
- Bulion – 700 g

Podana masa dotyczy obranych warzyw.
Do pokrojonych buraków, dodaje ocet, tłuszcz, cukier, przecier pomidorowy i dusi z dodaniem niewielkiej ilości rosołu. Marchew pokrojoną i cebulę podsmaża się na tłuszczu.
Do wrzącego bulionu wkłada się pokrojone w średnie słupki ziemniaki, doprowadza do wrzenia, dodaje poszatkowaną kapustę i gotuje 10–15 min, następnie dodaje się duszone buraki i podsmażane warzywa. Na 5–10 min przed końcem gotowania wprowadza się mąkę podsmażaną do koloru kości słoniowej i rozcieńczoną małą ilością zimnego rosołu lub wodą, paprykę słodką, sól, przyprawy. Przed podaniem gotowy barszcz zaprawia się smalcem roztartym z czosnkiem.
Jako dodatki można użyć mięsa z bulionu. Osobno można podawać pampuchy lub pieczywo z masłem czosnkowym.

## Wartości odżywcze
| Energia           | 54 kcal  |
| Białko            | 2,2 g    |
| Tłuszcz           | 2,7 g    |
| Węglowodany       | 6,6 g    |
| Błonnik pokarmowy | 1,4 g    |
| Sód               | 29 mg    |
| Potas             | 180 mg   |
| Wapń              | 24 mg    |
| Fosfor            | 38 mg    |
| Żelazo            | 0,6 mg   |
| Magnez            | 13 mg    |
| Witamina E        | 0,67 mg  |
| Tiamina           | 0,043 mg |
| Ryboflawina       | 0,047 mg |
| Niacyna           | 0,57 mg  |
| Witamina C        | 4,6 mg   |